# 아세틸기
아세틸기(영어: acetyl group)는 유기화학에서 화학식이 CH3CO인 아실 부분이다. 아실기는 때때로 Ac 기호로 표시(악티늄 원소와 혼동하지 말 것)된다.
아세틸기는 카보닐기에 메틸기가 단일 결합되어 있다. 아실 라디칼의 카보닐 중심에는 분자의 나머지 R과 화학 결합을 형성하는 1개의 비결합 전자를 가지고 있다. IUPAC 명명법에서 아세틸은 에탄오일이라고 명명하지만 이 용어는 거의 사용되지 않는다.
아세틸 부분은 아세트산, 신경전달물질, 아세틸콜린, 아세틸-CoA, 아세틸시스테인, 아세트아미노펜(파라세타몰로도 알려짐) 및 아세틸살리실산(아스피린으로 더 잘 알려짐)을 포함한 많은 유기 화합물들의 구성 요소이다.

## 아세틸화

### 자연에서
어떤 분자에 아세틸기를 첨가하는 화학 반응을 아세틸화라고 한다. 생물에서 아세틸기는 일반적으로 아세틸-CoA로부터 다른 유기 분자로 전달된다. 아세틸-CoA는 많은 생물학적 유기 분자들의 분해의 중간생성물이다. 아세틸-CoA는 또한 피루브산에 대한 피루브산 탈수소효소의 작용에 의해 세포 호흡의 두 번째 단계인 피루브산 탈카복실화에서 생성된다.
히스톤 및 기타 단백질은 종종 아세틸화에 의해 변형된다. 예를 들어 DNA 수준에서 아세틸기전이효소에 의한 히스톤의 아세틸화는 염색질 구조의 확장을 유발하며 전사가 일어나도록 한다. 반면에 히스톤 탈아세틸화효소에 의한 아세틸기의 제거는 DNA 구조를 응축시켜 전사를 방지한다.

### 합성 유기화학 및 약화학
아세틸화는 다양한 방법을 사용하여 달성할 수 있으며, 가장 일반적인 방법은 보통 3차 아민 또는 방향족 아민 염기의 존재 하에 아세트산 무수물 또는 염화 아세틸을 사용하는 것이다. 전형적인 아세틸화는 다음과 같이 글리신을 N-아세틸글리신으로 전환하는 것이다.
H2NCH2CO2H  +  (CH3CO)2O   →   CH3C(O)NHCH2CO2H  +  CH3CO2H

## 약리학
아세틸화된 유기 분자는 선택적 투과성이 있는 혈액뇌장벽을 통과할 수 있는 능력이 증가한다. 아세틸화는 주어진 약물이 더 빨리 뇌에 도달하도록 하여 약물의 효과를 더 강화시키고 주어진 용량의 효과를 증가시킨다. 아세틸살리실산(아스피린)의 아세틸기는 천연 항염증제인 살리실산에 비해 그 효과를 향상시킨다. 비슷한 방식으로 아세틸화는 천연 진통제인 모르핀을 훨씬 더 효과가 강력한 헤로인(다이아세틸모르핀)으로 전환시킨다.
아세틸-L-카르니틴이 L-카르니틴보다 더 효과적일 수 있다는 증거가 있다. 레스베라트롤의 아세틸화 산물은 인류에 대한 최초의 항방사선 약물로서의 기능을 가지고 있다.

## 같이 보기
- 아세트알데하이드
- 아세톡시기
- 히스톤의 아세틸화 및 탈아세틸화
- 폴리옥시메틸렌 플라스틱, 열가소성 수지인 아세탈 수조로도 알려져 있다.